# ايال غولزا
ايال غولزا (بالعبرية: אייל גולסה‏) (7 أكتوبر 1991 بنتانيا في إسرائيل - ) هو لاعب كرة قدم إسرائيلي في مركز الوسط. شارك مع منتخب إسرائيل تحت 17 سنة لكرة القدم ‏ ومنتخب إسرائيل تحت 18 سنة لكرة القدم ‏ ومنتخب إسرائيل تحت 19 سنة لكرة القدم ومنتخب إسرائيل تحت 21 سنة لكرة القدم ومنتخب إسرائيل لكرة القدم. أما مع النوادي، فقد لعب مع مكابي حيفا ونادي باوك.

## روابط خارجية
- ايال غولزا على موقع الاتحاد الدولي (مؤرشف)  (الإنجليزية)
- ايال غولزا على موقع الاتحاد الأوربي (الإنجليزية)
- ايال غولزا على موقع قاعدة بيانات كرة القدم.إي يو (الإنجليزية)
- ايال غولزا على موقع ناشيونال فوتبول تيمز (الإنجليزية)
- ايال غولزا على موقع Soccerway.com (الإنجليزية)
- ايال غولزا على موقع عالم كرة القدم.نت (الإنجليزية)
- ايال غولزا على موقع AS.com (الإسبانية)